# Jüdischer Friedhof (Koblenz)

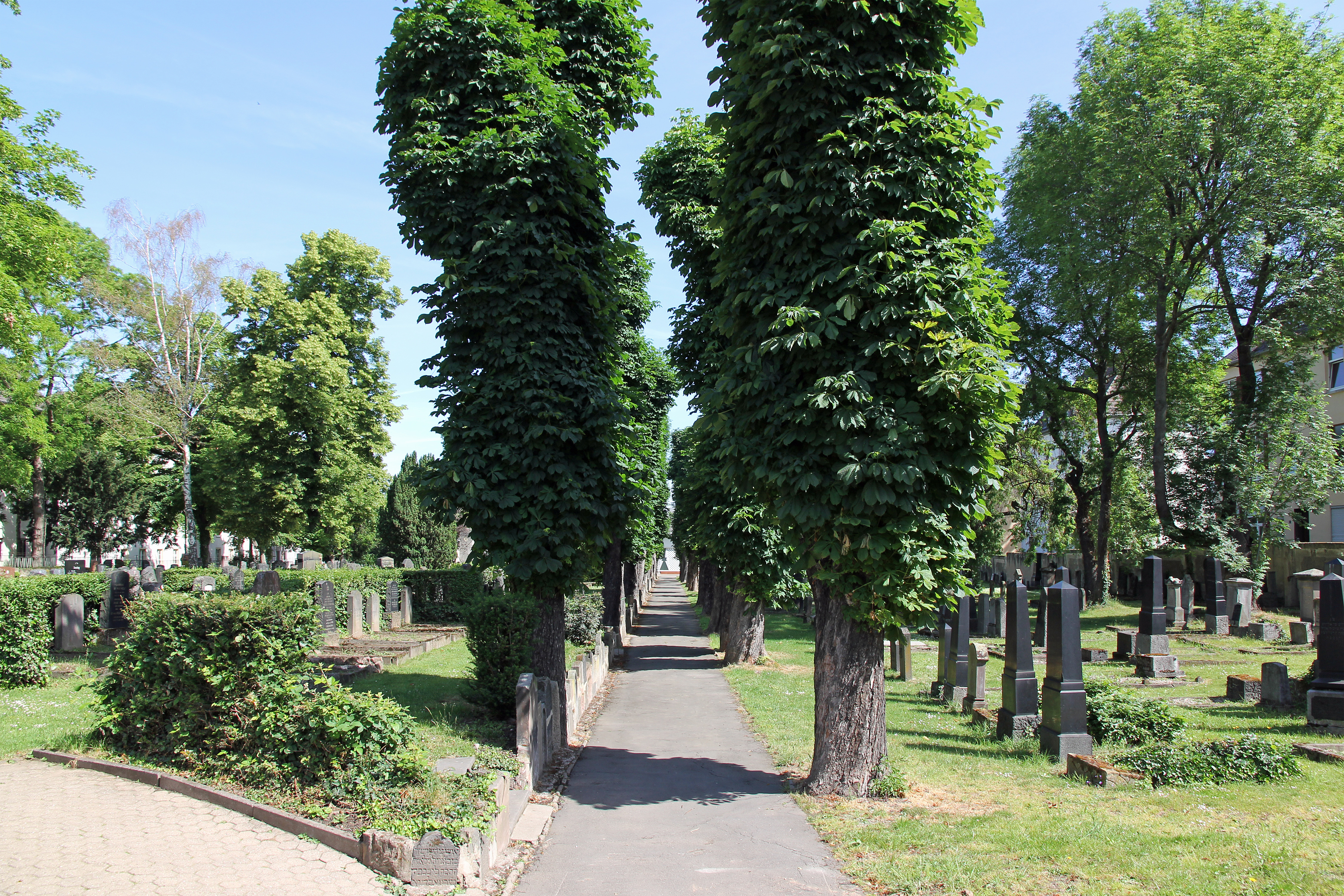
Der Jüdische Friedhof in Koblenz-Rauental

Der Jüdische Friedhof in Koblenz ist eine gut erhaltene Begräbnisstätte der jüdischen Kultusgemeinde im nördlichen Rheinland-Pfalz. An den erstmals 1303 errichteten jüdischen Friedhof im Stadtteil Rauental grenzt nördlich die heutige Synagoge der jüdischen Kultusgemeinde von Koblenz und der umliegenden Landkreise an, die bis 1947 als Trauerhalle diente. In seiner Geschichte wurde der Friedhof mehrfach aufgehoben und zerstört, aber immer wieder von der jüdischen Gemeinde in Koblenz neu eingerichtet.

## Geschichte

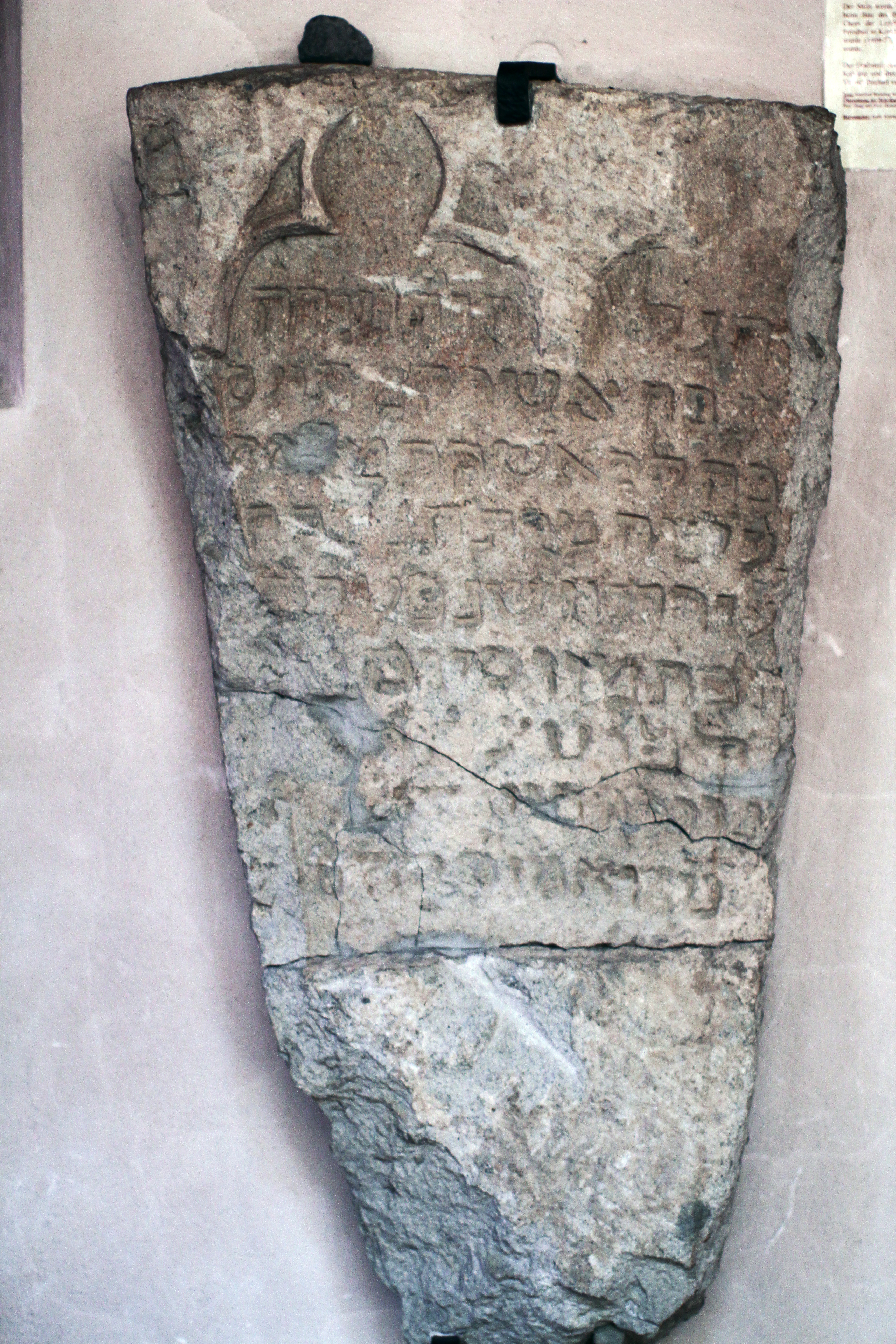
Jüdischer Grabstein in der Koblenzer Liebfrauenkirche

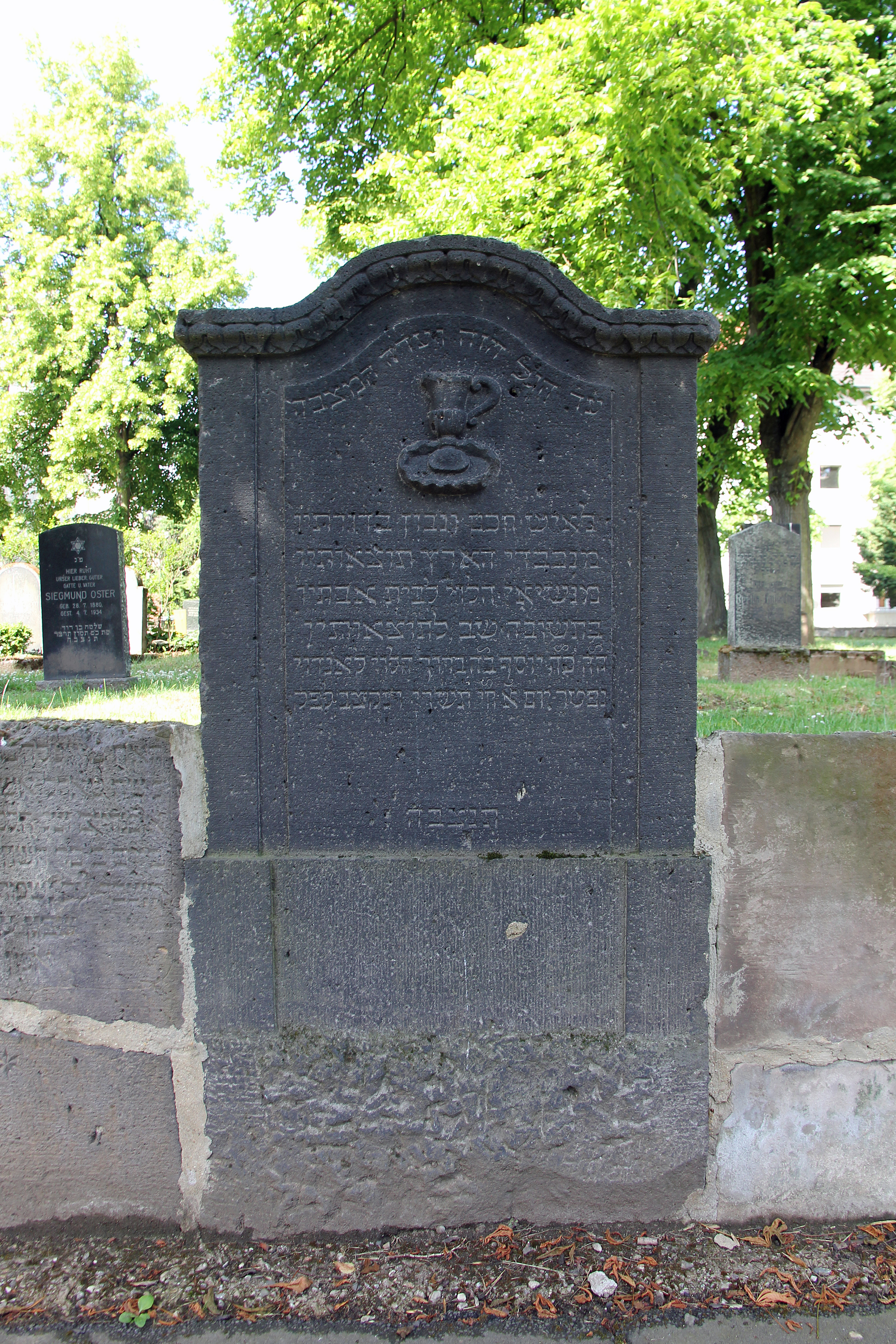
Der Grabstein für Josef Landau († 1831) mit einer Kanne der Leviten

Der Trierer Erzbischof Heinrich II. von Finstingen holte 1281 die ersten Juden nach Koblenz, gegen den Protest der Koblenzer Bürgerschaft. Diese siedelten sich in der Altstadt zwischen Alter Burg und Florinskirche an. Dort gab es auch eine Judengasse, die heutige Münzstraße. Die jüdische Gemeinde kaufte 1303 vor den Toren der Stadt im heutigen Stadtteil Rauental den Koblenzer Eheleuten Sifrid und Mechtild von Montabur einen halben Morgen Weingarten ab, um hier einen Friedhof einzurichten.
Im Jahr 1418 wurden alle Juden aus Kurtrier ausgewiesen. Der jüdische Friedhof in Koblenz fiel an das Kurfürstentum und wurde danach als Lehen an die Familie von Gotthard Sack aus Dieblich verpachtet, die das Gelände als Viehweide nutzte. Die Grabsteine wurden als Baumaterial genutzt und fanden unter anderem Verwendung beim Bau des neuen Chors der Liebfrauenkirche. Bei archäologischen Grabungen in den Jahren 1962 und 1979 in der Kirche wurden einige dieser Grabsteine geborgen und einer im Inneren ausgestellt.
Die Juden kehrten 1592 nach Koblenz zurück und erhielten per Edikt das Recht, wieder einen Friedhof anzulegen. Bis 1657 wurden die Toten jedoch an anderen Stellen in der Umgebung von Koblenz beerdigt. Am 23. Juni 1638 wurde der Kauf des alten Friedhofs durch die jüdische Gemeinde vom Trierer Domkapitel bestätigt. Genutzt wurde er jedoch erst, nachdem in einem weiteren Vertrag mit der Familie Schütz aus Holzhausen, die das Gelände am 8. Dezember 1655 als Lehen erhielt, die Bestattung gegen Bezahlung geregelt wurde. Das führte in der Folgezeit zu einigen Prozessen, da der Friedhof eigentlich Eigentum der jüdischen Gemeinde war.
Nach der Eroberung von Koblenz 1794 durch die französische Revolutionsarmee wurde die Friedhofsabgabe mit dem napoleonischen Dekret von 1805 abgeschafft. Die Familie Umbscheiden verklagte 1822 die jüdische Gemeinde auf Zahlung der Abgabe, da sie sich weiterhin als Eigentümer des Friedhofs sah. Im folgenden Prozess wurde die Forderung jedoch abgelehnt. Bis in die Mitte des 19. Jahrhunderts beerdigten auch die Juden von der Mosel ihre Toten in Koblenz. Der Rabbiner Lewin machte zwischen 1880 und 1885 eine Bestandsaufnahme der vorhandenen Grabsteine. In einem Beerdigungsbuch, das sich heute in Jerusalem befindet, wurden daraufhin bis 1942 alle Bestattungen aufgeführt. 1905 erwarb die jüdische Gemeinde in Koblenz-Neuendorf ein Grundstück, das als neuer jüdischer Friedhof dienen sollte, da gemäß jüdischem Ritus Grabstellen nie aufgehoben werden dürfen und der Koblenzer Friedhof fast vollständig belegt war. Aus unbekannten Gründen wurde der neue Friedhof jedoch nie genutzt.
Für die 23 jüdischen Gefallenen des Ersten Weltkriegs aus der Gemeinde Koblenz wurde 1920 ein Ehrenmal auf dem Friedhof errichtet, das die Nationalsozialisten 1938 zerstörten. Da 1922 der jüdische Friedhof voll belegt war, wurde die Westhälfte des Grundstücks fast 2 m hoch mit Erde aufgeschüttet, dadurch kamen die neuen Gräber über den alten zu liegen, ohne die früheren Bestattungen zu stören, der Plan eines neuen Friedhofs scheint also zu dieser Zeit bereits aufgegeben gewesen zu sein. Nach Plänen von Carl Schorn wurde 1925 nördlich des Friedhofs eine Trauerhalle errichtet, deren Entwurf eigentlich für das nie benutzte neue Friedhofsgelände bestimmt gewesen war. Die Allee aus damals 64 alten Rosskastanienbäumen wurde 1937 zum Naturdenkmal erklärt.
Während der Novemberpogrome 1938 wurde der jüdische Friedhof verwüstet. Die Grabsteine verwendete man für den Bau einer Treppe im Garten eines Kindergartens in Koblenz-Lützel, auch für ein nationalsozialistisches Mütterheim sollen Grabsteine verwendet worden sein. Den zwischen 1938 und 1942 verstorbenen und in Koblenz begrabenen Juden durfte während der NS-Zeit kein Grabstein gesetzt werden. Im Jahr 1942 begann die Deportation, bei der aus der Region 870 Juden über den Bahnhof Koblenz-Lützel in die Konzentrationslager des Ostens verschleppt wurden.
Nach dem Zweiten Weltkrieg verblieb die aus Grabsteinen erbaute Treppe in Lützel zunächst unverändert. Nachdem jedoch der skandalöse Zustand an die Öffentlichkeit gelangte, entschied man sich mit Zustimmung der nur noch aus wenigen überlebenden Personen bestehenden und offenbar überforderten jüdischen Gemeinde, lediglich die hebräischen Schriftzeichen abzuschleifen, erst als auch die französische Besatzungsmacht und der Rheinland-Pfälzische Ministerpräsident Peter Altmeier sich eingeschaltet hatten, wurden die Grabsteine wieder auf den Friedhof gebracht. 2010 stellte sich heraus, dass sich in unmittelbarer Nähe noch eine weitere aus jüdischen Grabsteinen errichtete Treppe befand. Dem Wunsch der jüdischen Gemeinde entsprechend wurden auch diese Steine ausgebaut und auf den Friedhof zurückgebracht.
Den in der NS-Zeit getöteten jüdischen Koblenzern wurde 1947 auf dem Friedhof ein Denkmal gesetzt. Da die Synagoge im Bürresheimer Hof 1938 ebenfalls verwüstet und bei den Luftangriffen auf Koblenz schließlich zerstört wurde, bauten die wenigen Überlebenden 1947 die Trauerhalle des Friedhofs zur neuen Koblenzer Synagoge um. Als Ersatz für das zerstörte Ehrenmal von 1920 wurde 1995 an der Rückwand der Synagoge ein Gedenkstein angebracht.

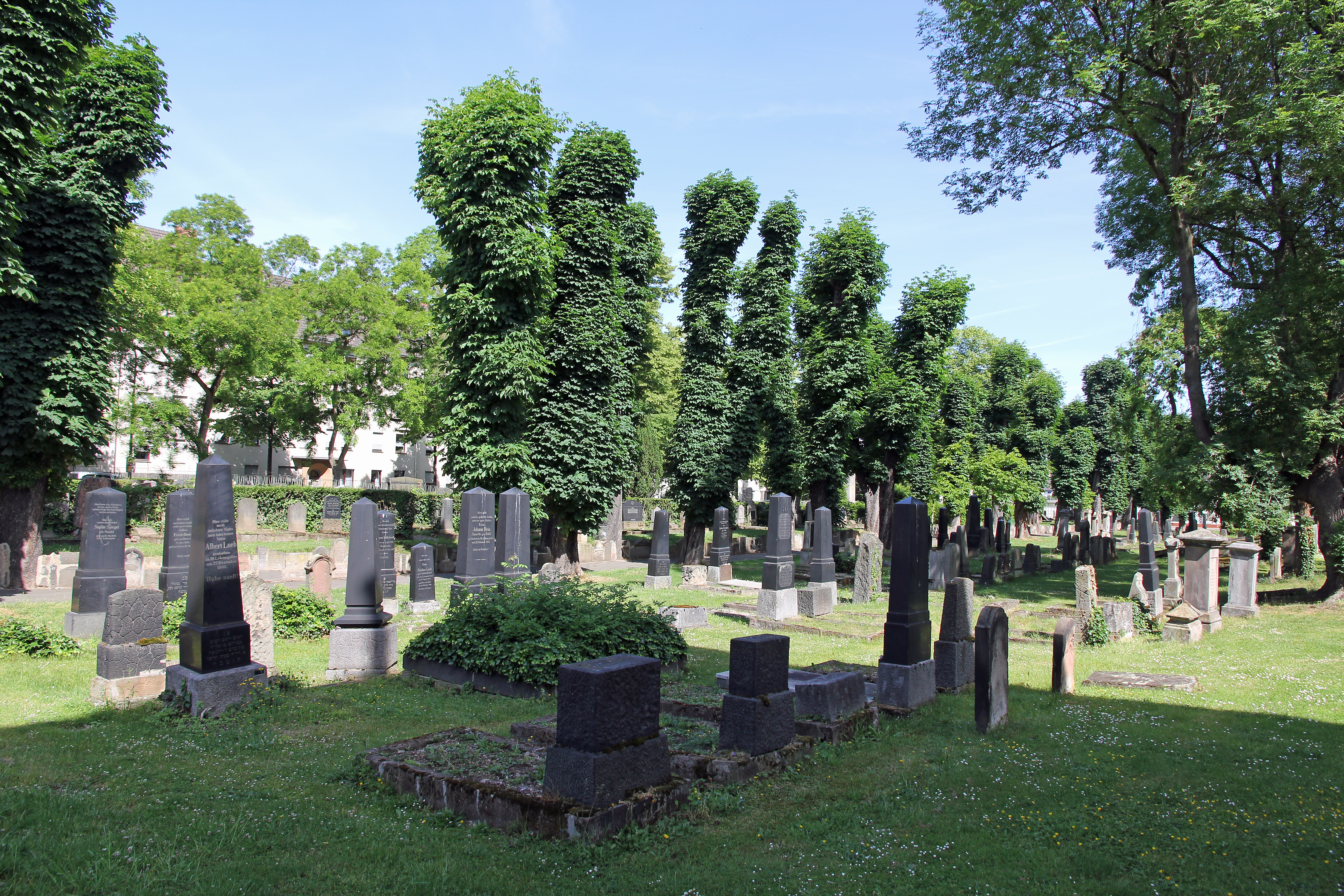
Blick über den Jüdischen Friedhof
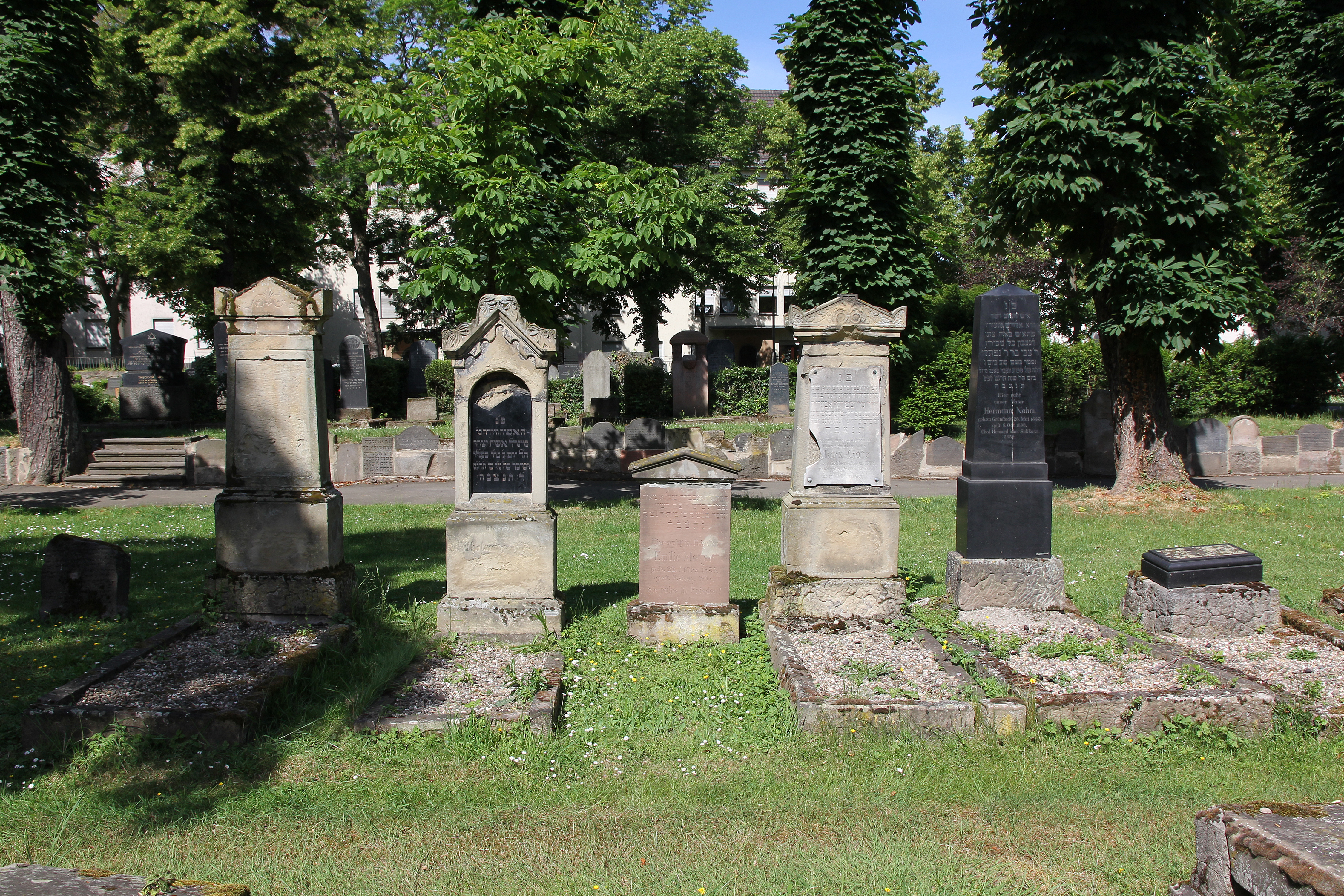
Grabsteine
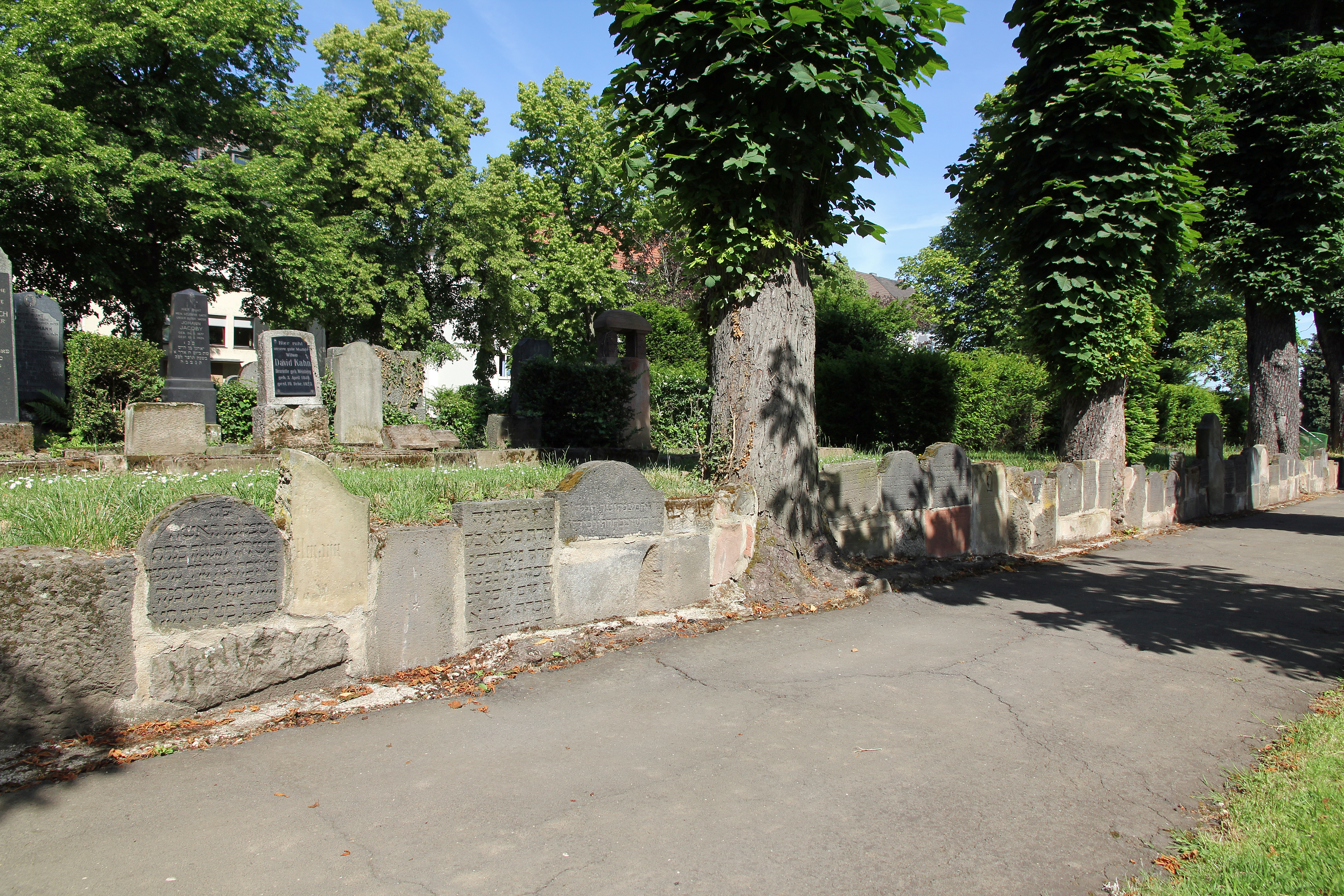
Stützmauer entlang der Kastanienallee
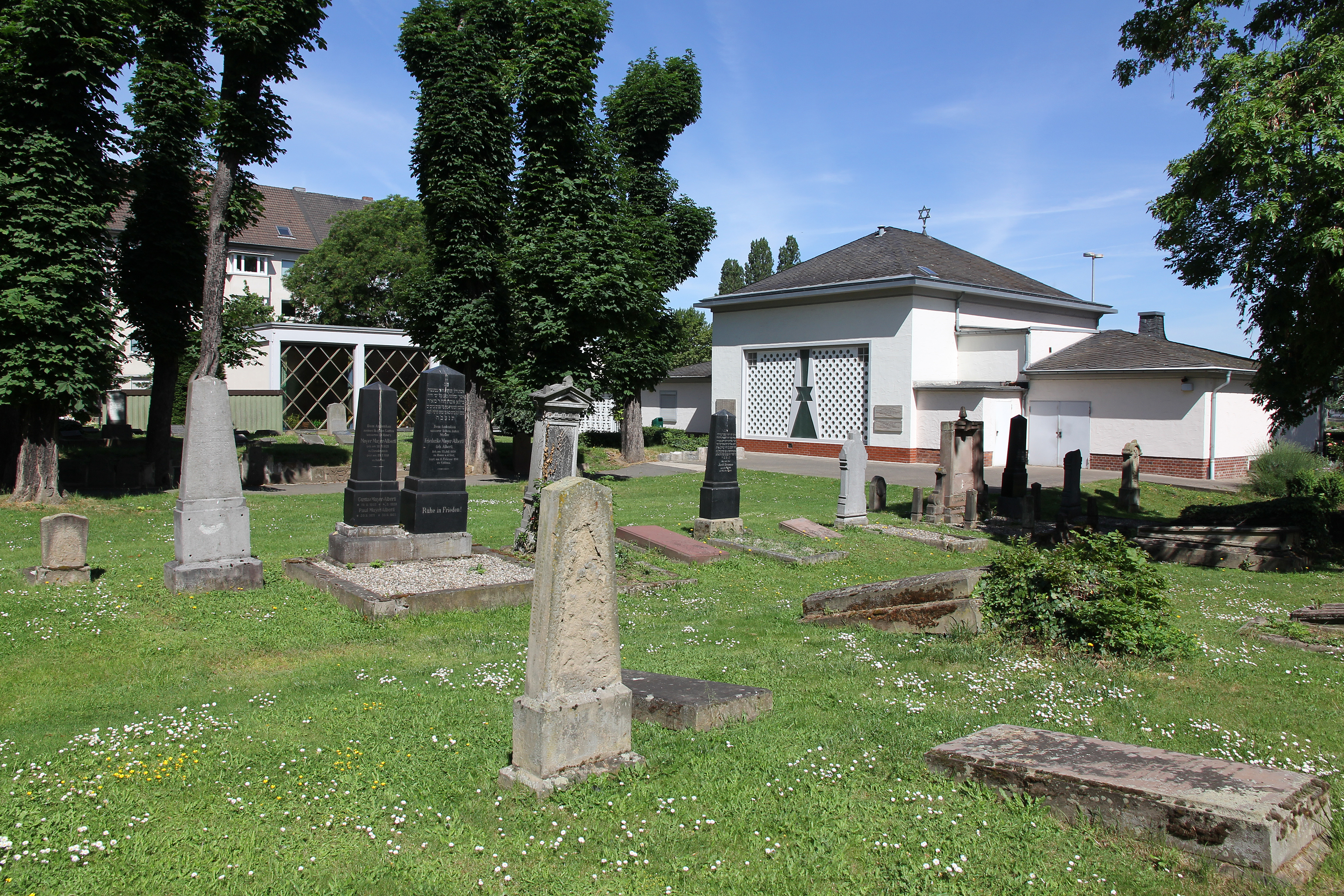
Grabsteine mit der Synagoge im Hintergrund

## Friedhofsanlage

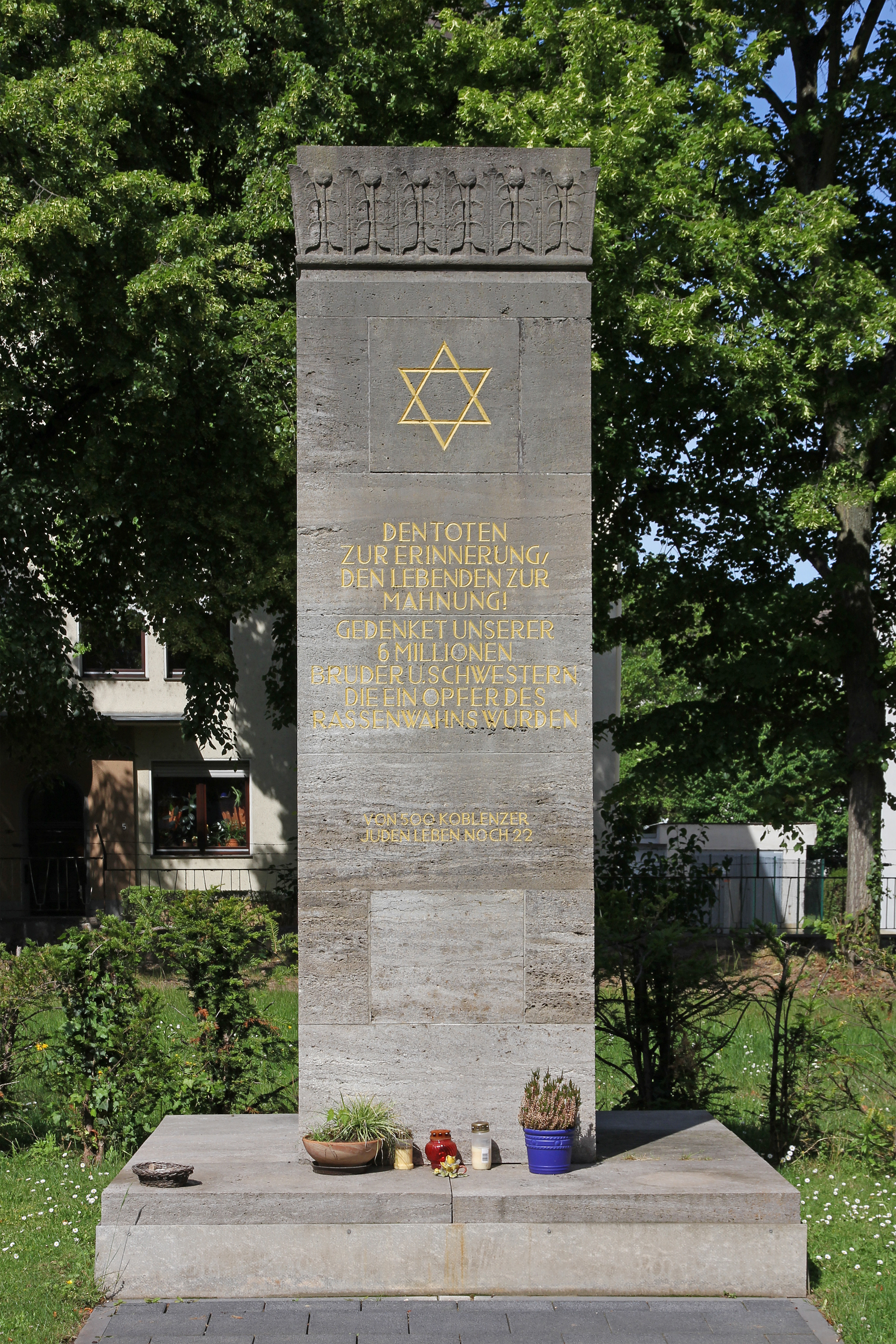
Denkmal für die in der NS-Zeit ermordeten jüdischen Koblenzer

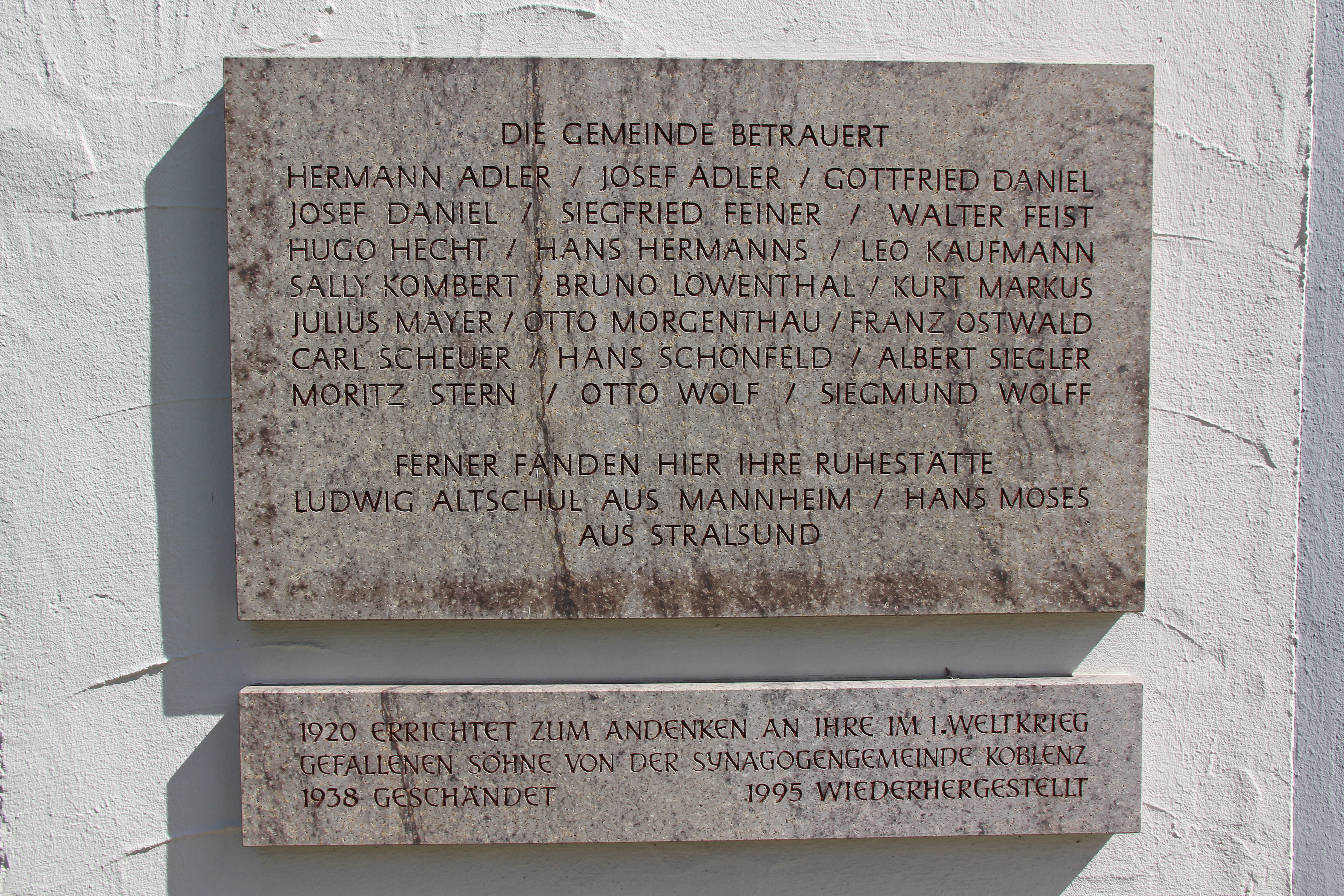
Das 1995 wiederhergestellte Ehrenmal für Gefallene des Ersten Weltkriegs

Auf dem jüdischen Friedhof befinden sich etwa 706 Grabstätten (Stand: 2009), mit und ohne Grabsteinen, für Juden aus Koblenz und Umgebung, die seit der Mitte des 19. Jahrhunderts bis heute verstorben sind. Bei den Grabstätten sind von 495 noch die Namen erkennbar. Der älteste Grabstein für Rebecka Geisen stammt aus dem Jahr 1816.
Die Form der heutigen 8590 m² großen Anlage mit einer Kastanienallee längs des Friedhofs wurde im 19. Jahrhundert angelegt. Die 38 Rosskastanien sind seit 1937 ausgewiesene Naturdenkmale. Als Grabsteine werden meist stehende Platten in traditionell halbrund geschlossener Form, aber auch Obelisken, Säulen und Stelen verwendet sowie liegende sarkophagartige Grabmäler. Alle sind hebräisch, größtenteils zusätzlich auch lateinisch, beschriftet. Einige wenige Grabsteine besitzen zusätzlich Motive, wie beispielsweise der für Abraham Loeb († 1910) mit einer Kanne der Leviten. Auf der Westseite der Allee bilden alte Grabsteine und Bruchstücke aus der Barockzeit, der älteste aus dem 17. Jahrhundert, eine Mauer. Sie wurde als Stützmauer errichtet, als 1922 der Friedhof aufgeschüttet wurde. In der Mauer sind allerdings auch einige Grabsteinfragmente verbaut, die alle eine ähnliche Größe und eine rechteckige Form aufweisen – vermutlich sind es die während der NS-Zeit zu Treppenstufen verarbeiteten Stücke.
Im Zentrum der westlichen Hälfte steht ein 1947 aufgestellter Gedenkstein, in Erinnerung an die von den Nationalsozialisten im Holocaust ermordeten Juden. Auf der Stele aus Muschelkalk mit abschließendem Blattkranz steht unter einem Davidstern zu lesen:
„Den Toten zur Erinnerung, den Lebenden zur Mahnung! Gedenket unserer 6 Millionen Brüder u. Schwestern, die ein Opfer des Rassenwahns wurden. Von 500 Koblenzer Juden leben noch 22.“

## Denkmalschutz
Der Jüdische Friedhof ist ein geschütztes Kulturdenkmal nach dem Denkmalschutzgesetz (DSchG) und in der Denkmalliste des Landes Rheinland-Pfalz eingetragen. Er liegt in Koblenz-Rauental in der Denkmalzone Jüdischer Friedhof. Außerdem wurde die Allee aus Kastanienbäumen 1937 zum Naturdenkmal erklärt. Damals befanden sich dort 64 Bäume, heute sind es noch 32.
Seit 2002 ist der Jüdische Friedhof Teil des UNESCO-Welterbes Oberes Mittelrheintal.